# オリンピック半島

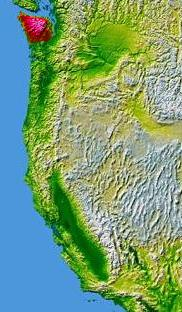
オリンピック半島の位置

オリンピック半島の衛星画像

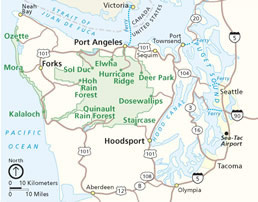
オリンピック半島とオリンピック国立公園の位置

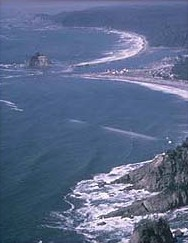
オリンピック海岸国立海洋保護区

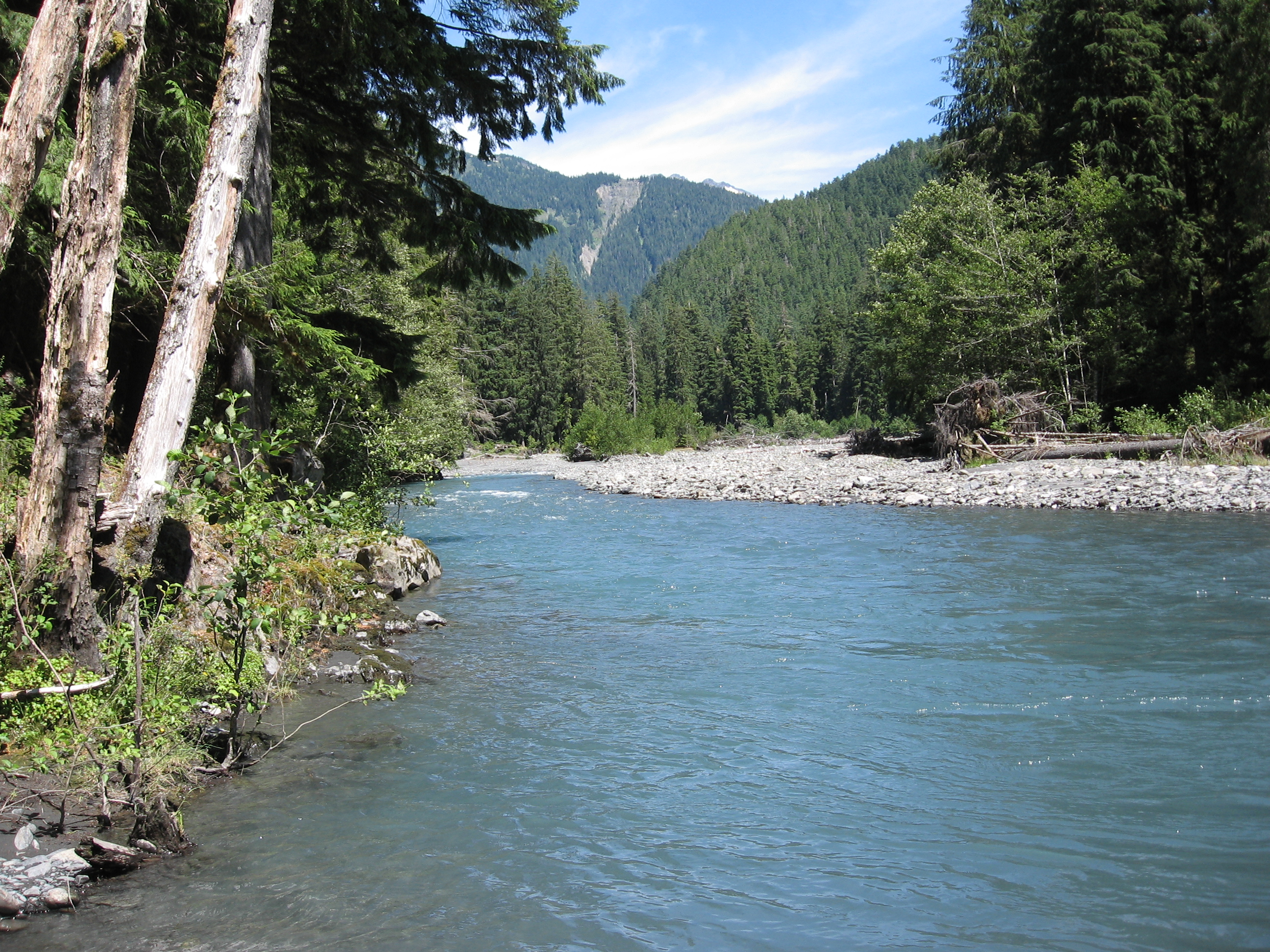
クィーツ川

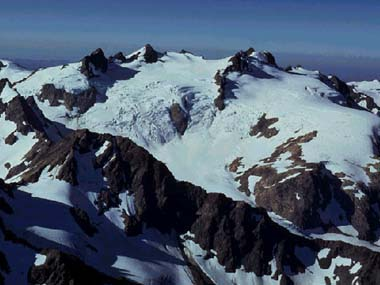
オリンポス山

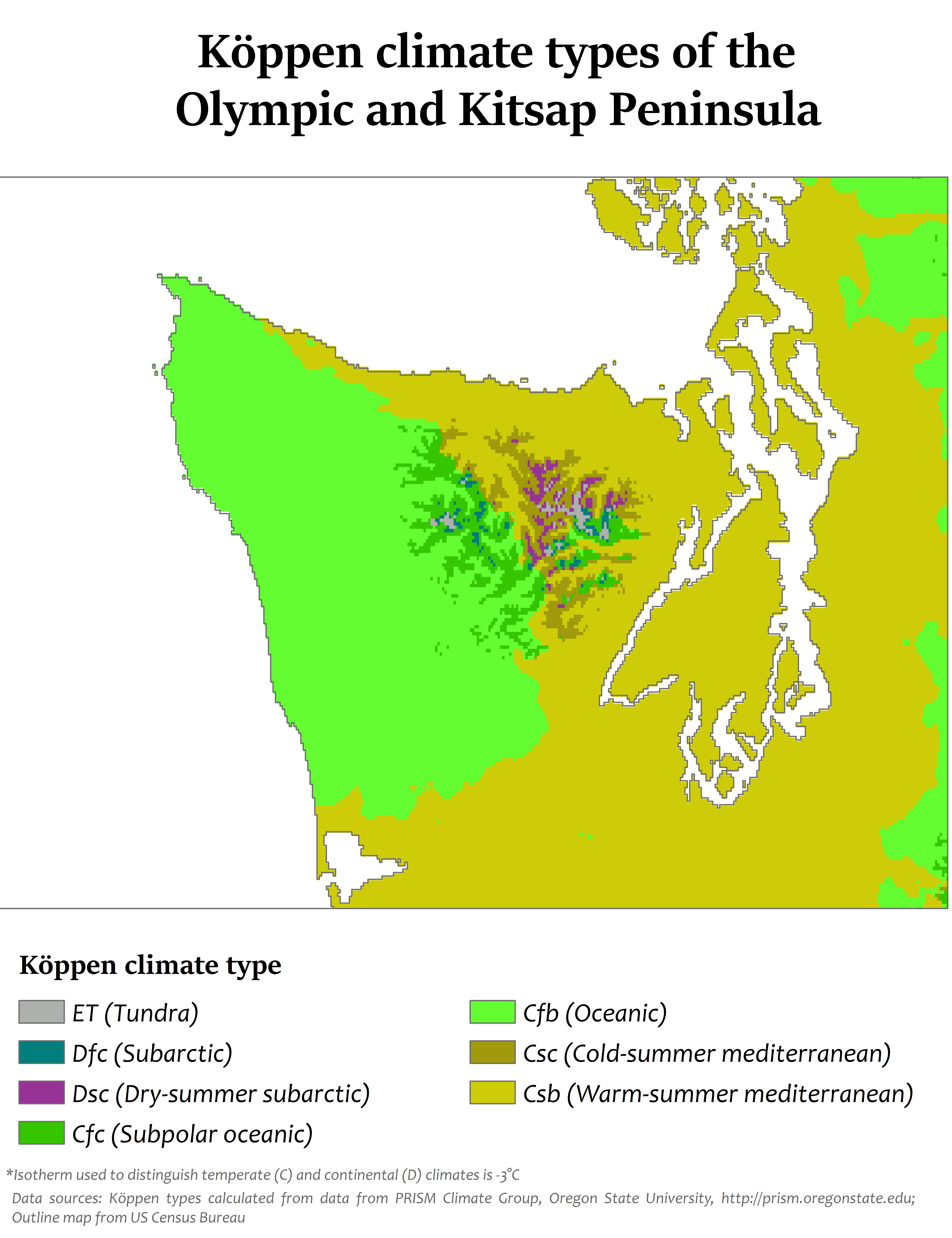
オリンピック半島のケッペンの気候タイプ

オリンピック半島（オリンピックはんとう、Olympic Peninsula）は、アメリカ合衆国北西部、ワシントン州の西部にある大きな半島である。西は太平洋に面し、北はファンデフカ海峡でバンクーバー島（カナダ）と隔てられ、東はピュージェット湾でシアトルなどの地域と隔てられている。アメリカ本土（アラスカ州やハワイ州を除く）の最西端、アラヴァ岬（ケープ・アラヴァ、Cape Alava）はこの半島の先端に位置する。半島最北西端はフラッタリー岬（Cape Flattery）になる。

## 地理
オリンピック半島にはポートエンジェルス、ポートタウンゼンドなどの港町があるほか、中央部には氷河をかぶった高山が並び、世界最大級の温帯雨林（ホー温帯雨林 Hoh、クィーツ温帯雨林 Queets、クィノルト温帯雨林 Quinault）を抱えるオリンピック山脈がそびえる。この山脈を中心とする半島中央部は広大なオリンピック国立公園に指定されている。オリンピック半島やオリンピック山脈は、最高峰オリンポス山（標高2,428m）にちなみ名づけられたもので、これはイギリス人航海者ジョン・ミアズ（John Meares）が1788年の航海中にその美しさをギリシャのオリンポス山になぞらえたものである。
半島の東南端にはワシントン州の州都オリンピアがあり、ここから国道101号線がオリンピック半島の東岸、北岸、西岸と海岸線を回って、太平洋岸沿いにロサンゼルスへ至る。
行政区は、北半分はクララム郡、南半分はジェファーソン郡に属する。先端のアラヴァ岬周辺には、この一帯に広く住んでいたマカ族（Makah）の保留地（Makah Reservation）があり、121平方kmの土地に1300人あまりが住み、生存捕鯨なども行っている。

## 自然
オリンピック半島は雪山や森林だけでなく、多くの美しい湖もある。アルドウェル湖（Lake Aldwell）、クレセント湖（Lake Crescent）、クッシュマン湖（Lake Cushman）、ミルズ湖（Lake Mills）、オゼット湖（Lake Ozette）プレズント湖（Lake Pleasant）、クィノルト湖（Lake Quinault）、サザーランド湖（Lake Sutherland）などが主なものである。
またボガシェル川（Bogachiel）、ドースワーリプス川（Dosewallips）、ダンジネス川（Dungeness）、エルワ川（Elwha）、クィーツ川（Queets）、キラユート川（Quillayute）、クィノルト川（Quinault）、ハンプチューリップス川（Humptulips）、スコーコミッシュ川（Skokomish）、ソル・ドゥック川（Sol Duc）などが流れている。
半島内には国立公園や州立公園が多く存在する。
- 州立公園 - アンダーソン湖（Anderson Lake）、ボガシェル（Bogachiel）、ドースワーリプス（Dosewallips）、フォート・フラッグラー（Fort Flagler）、フォート・ワーデン（Fort Worden）、クッシュマン湖（Lake Cushman）、ミステリー・ベイ（Mystery Bay）、オールド・フォート・タウンゼンド（Old Fort Townsend）、ポトラッチ（Potlatch）、セクイム・ベイ（Sequim Bay）、シャイン・タイドランズ（Shine Tidelands）、トライトン・コーヴ（Triton Cove）
- 国立公園 - オリンピック国立公園およびオリンピック国有林（1897年に森林保護区として指定され、1907年にナショナルフォレストに改名されたもの。5つの指定野生地区がある）

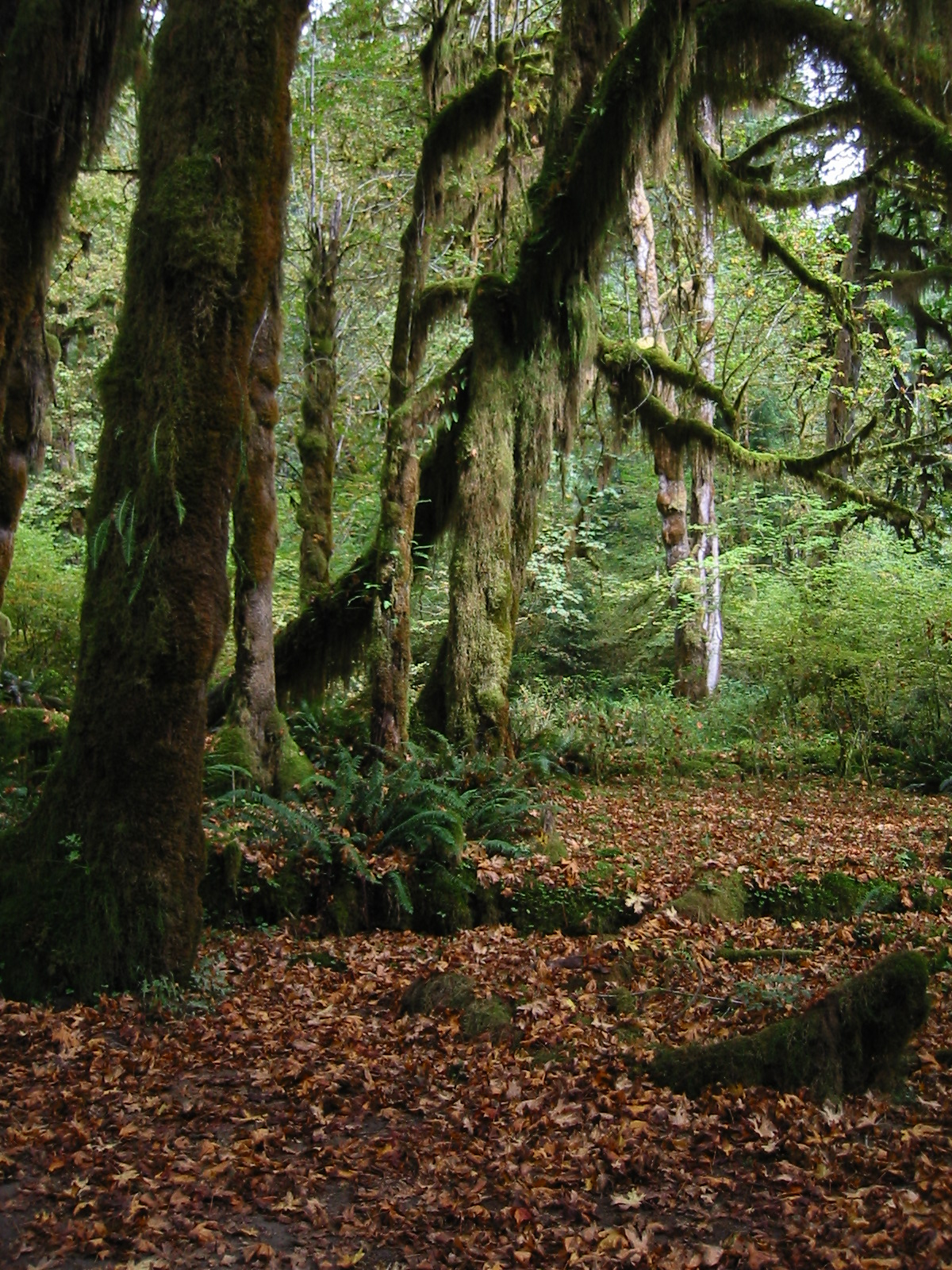
ホー温帯雨林
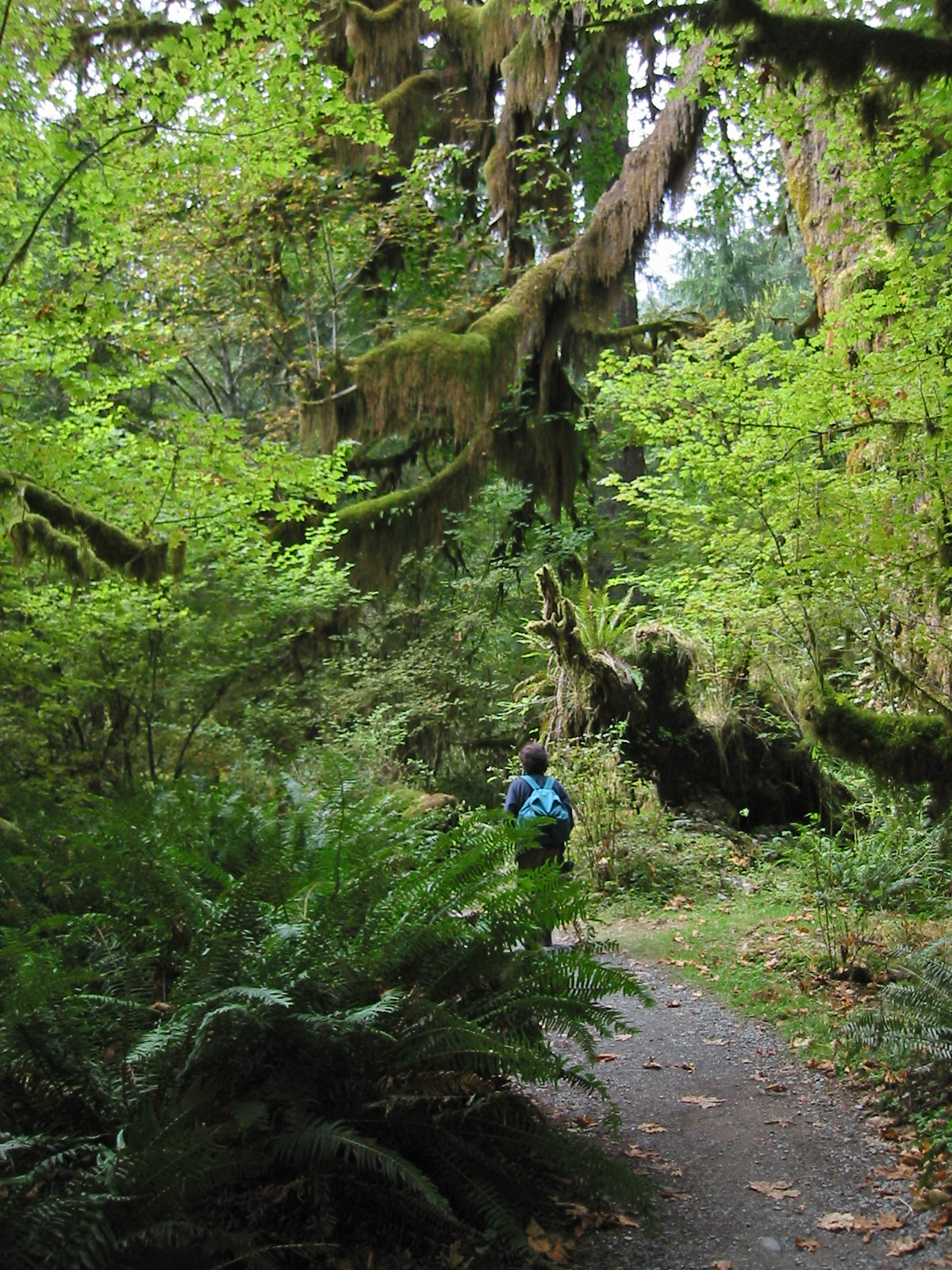
自然公園の探索路
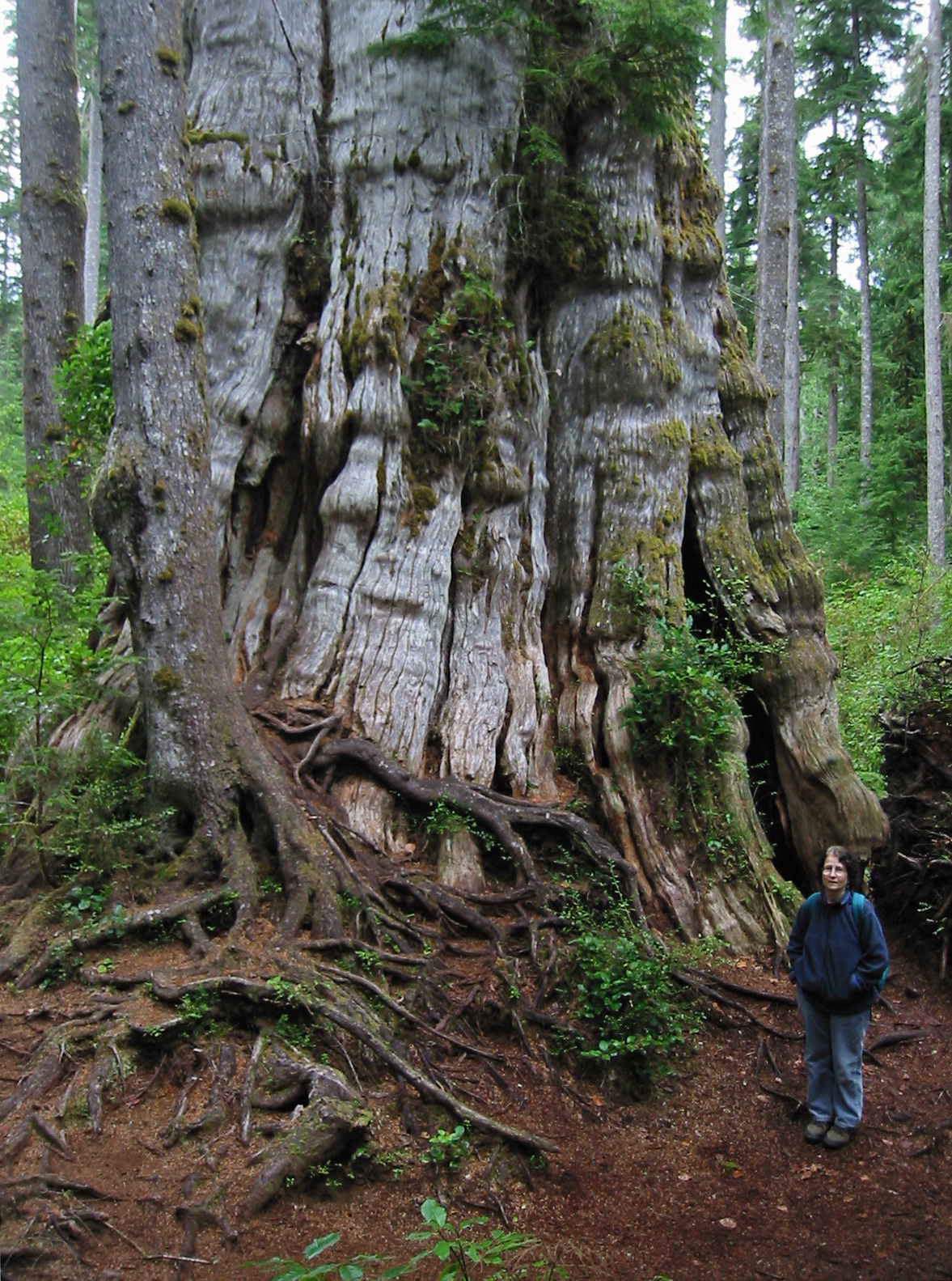
クィノルト湖のレッドシダー
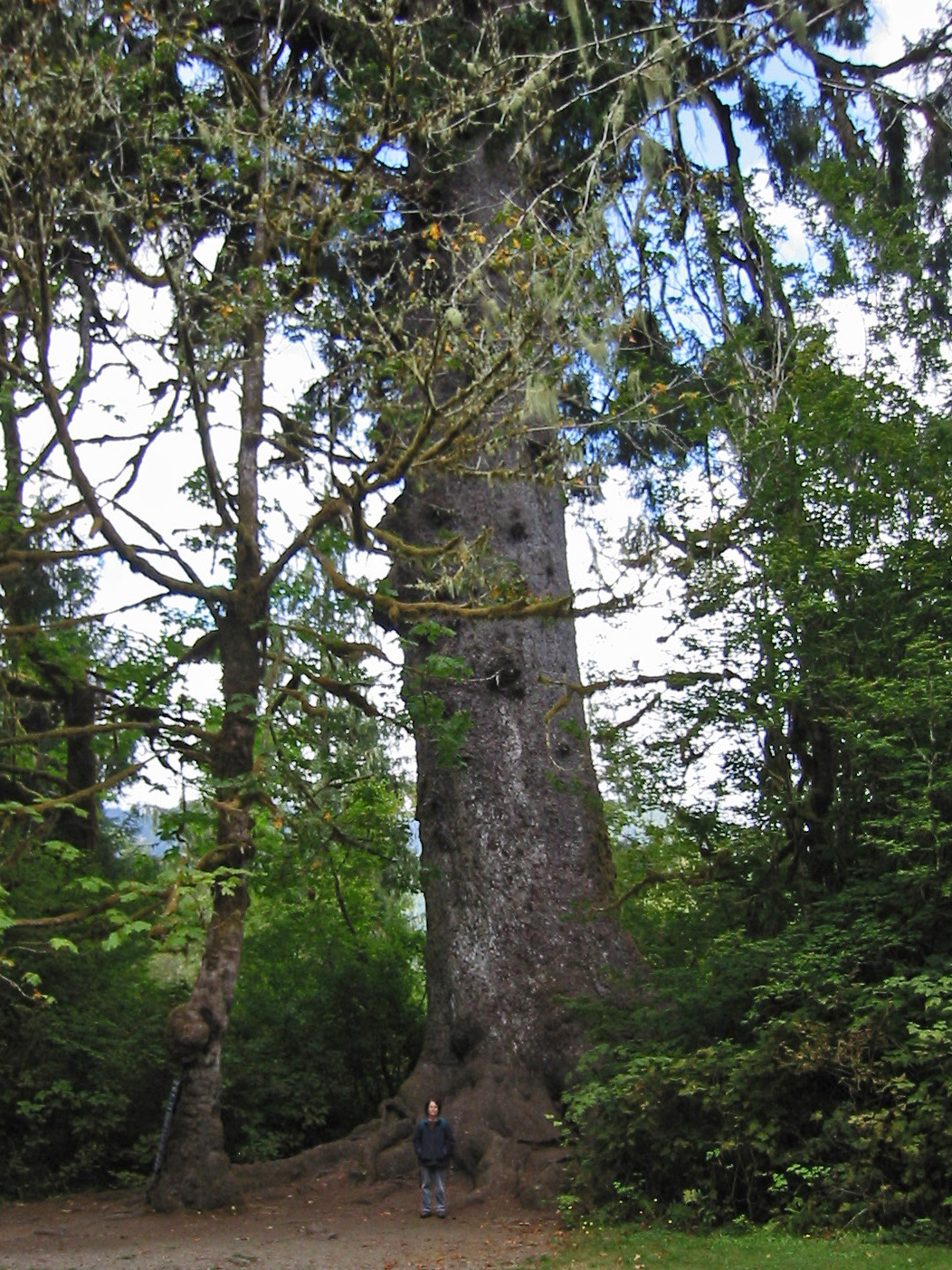
クィノルト湖の温帯雨林